# Dunas de Mira, Gândara e Gafanhas

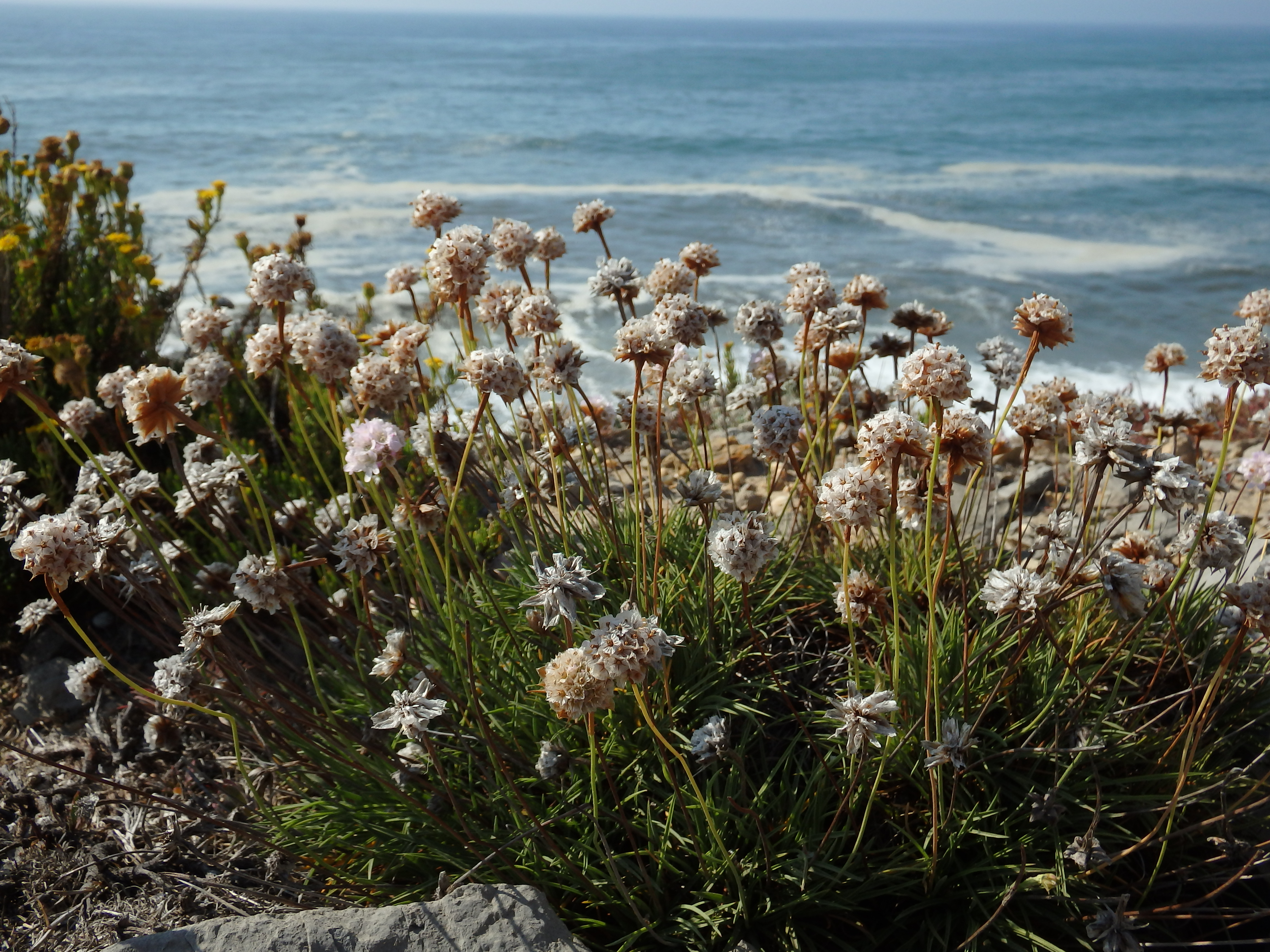
Armeria welwitschii, endemismo português, no Cabo Mondego, limite sul desta área protegida

Dunas de Mira, Gândara e Gafanhas é a designação de uma área abrangida pela Directiva Habitats da Rede Natura 2000. Corresponde a uma faixa maioritariamente contituída por pinhais de Pinus pinaster, localizada entre Vagos e o Cabo Mondego.